# Chambre de commerce et d'industrie de Dunkerque
La chambre de commerce et d'industrie de Dunkerque, aussi appelée CCI Dunkerque, est une ancienne chambre de commerce et d'industrie.
Le 24 décembre 2010, elle fusionne avec les CCI de Calais et Boulogne-sur-Mer pour former la chambre de commerce et d'industrie Côte d'Opale. Avant cette réorganisation, la CCI était l'une des 6 CCI du département du Nord.
Son siège, situé au 512 avenue de l'Université à Dunkerque, est désormais l'une des trois agences de proximité de la CCI Côte d'Opale.

## Historique
Créée en février 1700 par le roi Louis XIV, la chambre de commerce de Dunkerque est la plus ancienne de France après Marseille. Engagée par son illustre fondateur à « faire fleurir le commerce », elle s'active tout au long du XVIIIe siècle pour redresser le port, plusieurs fois victime des guerres européennes ou pour défendre la franchise commerciale, privilège vital pour Dunkerque.
Dans les années 1830-1848, la chambre réussit à accélérer l'arrivée du chemin de fer à Dunkerque. Elle peut ainsi faire passer par le port les flux de matières premières nécessaires aux industries de la région lilloise.
Dans les années 1870, le trafic s'est à ce point développé que les quais dunkerquois arrivent à saturation. Sous l'impulsion de Jean-Baptiste Trystram qui en devient le président, la chambre arrive à convaincre les pouvoirs publics de l'urgence de l'extension des bassins et en premier lieu, le ministre des Travaux publics Charles de Freycinet. Grâce à l'appui du ministre, un financement exceptionnel de 50 millions de francs est voté en 1879 et va accélérer la construction du port Est actuel. En 1888, la chambre se voit confier la gestion de tout l'outillage public. Le trafic connaît dès lors une croissance continue et le port de Dunkerque devient au début du XXe siècle le 3e port français.
La chambre, comme le port, est rudement touchée par les destructions de la 2e Guerre mondiale. Dès la fin de l'Occupation, elle se bat pour la reconstruction de l'outil portuaire. À partir de 1956, elle pilote les gigantesques travaux nécessaires à l'installation d'Usinor, « la sidérurgie sur l'eau. » Devant l'importance prise par le site dunkerquois, l'État décide en 1965 d'en confier la gestion à un organisme spécifique : le port autonome.

## Les présidents depuis leXVIIIesiècle
Origine : site de la chambre

## Missions

### Service aux entreprises
- Centre de formalités des entreprises
- Assistance technique au commerce
- Assistance technique à l'industrie
- Assistance technique aux entreprises de service
- Point A (apprentissage)

### Gestion d'équipements
- Créimmo, immobilier d'entreprise, bâtiments logistiques, bâtiments tertiaires

### Centres de formation
- SIFOP : centre de formation professionnelle

## Pour approfondir